# Пристол
Пристол (рум. Pristol) насеље је у Румунији у округу Мехединци у општини Пристол. Oпштина се налази на надморској висини од 42 m.

## Становништво
Према попису из 2011. године у селу је живело 933 становника што је за 222 (19,22%) мање у односу на 2002. када је на попису било 1.155 становника.
| Етнички састав према попису из 2011.‍ | Етнички састав према попису из 2011.‍ | Етнички састав према попису из 2011.‍ | Етнички састав према попису из 2011.‍ | Етнички састав према попису из 2011.‍ |
| ------------------------------------ | ------------------------------------ | ------------------------------------ | ------------------------------------ | ------------------------------------ |
|                                      |                                      |                                      |                                      |                                      |
| Румуни                               | Румуни                               |                                      | 891                                  | 95,50%                               |
| Непознато                            | Непознато                            |                                      | 42                                   | 4,50%                                |

### Хронологија
| Година       | 1992 | 1993 | 1994 | 1995 | 1996 | 1997 | 1998 | 1999 | 2000 | 2001 | 2002 | 2003 | 2004 | 2005 | 2006 | 2007 | 2008 | 2009 | 2010 | 2011 | 2012 | 2013 | 2014 | 2015 | 2016 | 2017 |
| ------------ | ---- | ---- | ---- | ---- | ---- | ---- | ---- | ---- | ---- | ---- | ---- | ---- | ---- | ---- | ---- | ---- | ---- | ---- | ---- | ---- | ---- | ---- | ---- | ---- | ---- | ---- |
| Становништво | 2186 | 2129 | 2072 | 2023 | 2014 | 2021 | 2010 | 1978 | 1967 | 1933 | 1900 | 1843 | 1805 | 1749 | 1702 | 1646 | 1631 | 1612 | 1583 | 1560 | 1536 | 1498 | 1482 | 1443 | 1432 | 1402 |